# 担保不動産収益執行
担保不動産収益執行（たんぽふどうさんしゅうえきしっこう）とは、2003年の担保・執行改正により導入された不動産に対する担保権実行手続である。手続としては強制管理の規定が準用される（民事執行法188条）。

## 実体的根拠
民法371条が、「抵当権は、その担保する債権について不履行があったときは、その後に生じた抵当不動産の果実に及ぶ。」と規定しており、これを根拠に行われる。
一方、物上代位の根拠については、民法371条と民法372条により準用される304条との関係について議論がある。

## 実行方法
目的物たる不動産からの賃料その他の収益（法定果実だけでなく天然果実も含む）を配当する。同種の手続である物上代位とは違って物件の荒廃を防ぐことができるなどといったメリットが指摘されている。
不動産を目的とする担保権の実行方法の一つで，債権者が選択する（民事執行法180条第2号）

## 物上代位との関係
物上代位による差押えが既にされている物件について、収益執行が開始された場合、原則的に物上代位手続は停止（民事執行法93条の4）し、収益執行の中で配当を受けることになる。
ただし、収益執行の開始決定の送達が物上代位の配当要求期限後になった場合、物上代位が優先する（民事執行法93条の4第1項ただし書）。